# KTM Factory Racing

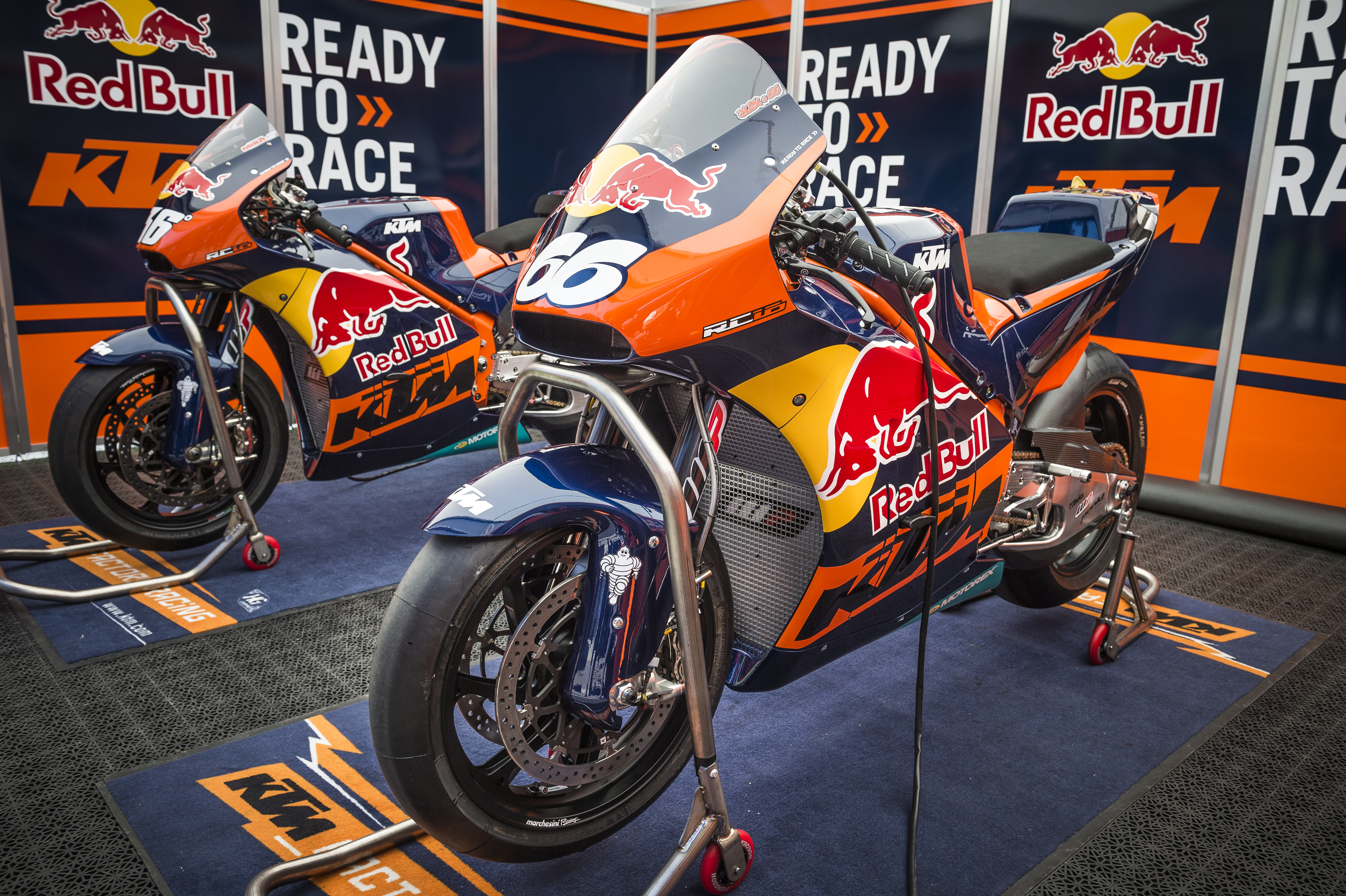
KTM:s MotoGP-maskiner 2016.

KTM Factory Racing eller Red Bull KTM Factory Racing är den österrikiska motorcykeltillverkaren KTM:s fabriksstall i motorcykelsporterna MotoGP, motocross och enduro. Huvudsponsor är den österrikiska läskedryckstillverkaren Red Bull.

## MotoGP
Stallet och KTM gjorde debut i MotoGP-klassen i Grand Prix Roadracing sista deltävlingen 2016 med Mika Kallio som förare och kör från säsongen 2017 som ordinarie team. Första året med Pol Espargaró och Bradley Smith som förare. I Moto2 gjorde KTM som chassitillverkare också debut 2017, men där är Red Bull KTM Ajo deras första team, liksom i Moto3, där KTM deltagit sedan klassen startade 2012.

### Säsonger i sammanfattning från 2016
| Säsong | Klass  | Team-namn                   | Konstruktör | Motorcykel | Förare        | VM- plac. | 1/2/3- platser | Anm.             |
| ------ | ------ | --------------------------- | ----------- | ---------- | ------------- | --------- | -------------- | ---------------- |
| 2016   | MotoGP | Red BUll KTM Factory Racing | KTM         | KTM RC16   | Mika Kallio   | -         | - / - / -      | GP18, bröt       |
| 2017   | MotoGP | Red BUll KTM Factory Racing | KTM         | KTM RC16   | Pol Espargaró | 17        | - / - / -      |                  |
| 2017   | MotoGP | Red BUll KTM Factory Racing | KTM         | KTM RC16   | Bradley Smith | 21        | - / - / -      |                  |
| 2017   | MotoGP | Red BUll KTM Factory Racing | KTM         | KTM RC16   | Mika Kallio   | 24        | - / - / -      | GP 9, 11, 14, 18 |
| 2018   | MotoGP | Red BUll KTM Factory Racing | KTM         | KTM RC16   | Pol Espargaró | 14        | - / - / 1      |                  |
| 2018   | MotoGP | Red BUll KTM Factory Racing | KTM         | KTM RC16   | Bradley Smith | 18        | - / - / -      |                  |
| 2018   | MotoGP | Red BUll KTM Factory Racing | KTM         | KTM RC16   | Mika Kallio   | 25        | - / - / -      | GP 4, 7          |
| 2019   | MotoGP | Red BUll KTM Factory Racing | KTM         | KTM RC16   | Pol Espargaró |           |                |                  |
| 2019   | MotoGP | Red BUll KTM Factory Racing | KTM         | KTM RC16   | Johann Zarco  |           | - / - / -      |                  |
| 2019   | MotoGP | Red BUll KTM Factory Racing | KTM         | KTM RC16   | Mika Kallio   |           | - / - / -      |                  |